# Guy Seradour
Guy Seradour, né le 8 octobre 1922 à Étaples et mort le 2 novembre 2007 à Neuilly-sur-Seine, est un peintre français.  

## Biographie

### Enfance et formation
Guy Jean Louis Seradour naît le 8 octobre 1922 à Étaples dans le département du Pas-de-Calais, du mariage de Louis Seradour, courtier à la bourse de commerce de Paris, et Jeanne Le Bars.
Il fait ses études au lycée Condorcet puis entre aux Beaux-Arts en 1939, où il ne restera qu'un trimestre, préférant travailler seul.

### Carrière
En 1940, La Galerie Romanet, à Alger, lui organise sa première exposition.
En 1955, la critique parisienne le découvre lors de son exposition chez Bernheim-Jeune. C'est avec ses paysages austères, ses personnages un peu misérabilistes et ses portraits du tout Paris, que commence ce qui fera sa célébrité.
En 1958, il se lie avec Jean Minet, (Galerie d'Art de la Place Beauvau) et, cette rencontre sera pour lui déterminante.
Sa participation à tous les grands salons, lui vaut d'être présent aux plus importantes manifestations internationales d'art français.
En 1965, le Musée d'Art Moderne de la Ville de Paris, fait une première acquisition : Le Lampiste.
En 1973, une rétrospective est organisée par le Musée de Cassis, « 20 ans de peinture », célébrant la Provence qui est pour lui une source d'inspiration.
En 1977, il reçoit le prix international du Gemmail à Lourdes, qui le consacre, peintre de la Lumière.
Il accorde à ses personnages, à ses natures mortes, comme d'ailleurs à ses paysages, une apparence de quiétude, de sérénité, de mystère.
Il vit et travaille à Paris, Cannes et Deauville.
Il est membre du conseil artistique de la Fondation Prince Pierre de Monaco.
Il est exposé dans les musées suivants :
- Musée d'art moderne de la ville de Paris, Musée du petit palais à Genève ;
- Musée du Gemmail à Lourdes ;
- Musée de Marseille ;
- Musée d'Oran ;
- Bibliothèque Nationale ;
- Musée Boudin à Honfleur[3].

### Mort
Il meurt le 2 novembre 2007 à Neuilly-sur-Seine dans le département des Hauts-de-Seine.

## Distinctions
Il est nommé chevalier de l'ordre national de la Légion d'honneur, chevalier de l'ordre des Arts et des Lettres et commandeur de l’ordre de Saint-Charles et de l'ordre du Mérite culturel.

## Hommage
En 1980, la commune de Vars lui rend hommage, de son vivant, en donnant son nom a une voie, le cours Guy Seradour.